# Llibreria Bertrand
La Llibreria Bertrand (en portuguès Livraria Bertrand) és una llibreria portuguesa fundada l'any 1732 al barri del Chiado, a Lisboa.
Va ser fundada pel francès Pedro Faure i posteriorment els germans Bertrand es van unir a l'empresa. L'any 2010 va passar a mans del grup Porto Editora. Actualment té més de 50 llibreries a tot el país, representant la cadena de llibreries més gran de Portugal.
La llibreria Bertrand va ser un punt de trobada de grans autors de la literatura portuguesa. A les seves tertúlies literàries era habitual trobar-hi Alexandre Herculano, Oliveira Martins, Eça de Queirós, Antero de Quental i Ramalho Ortigão.
L'any 2011 la seva seu de Chiado va ser reconeguda com la llibreria més antiga del món en funcionament pel Guiness World Records. Des de llavors, en adquirir-hi algun llibre s'ofereix la possibilitat de posar-hi un segell que constata que ha estat adquirit a la llibreria més antiga del món.
L'any 2019 l'Ajuntament de Lisboa la va reconèixer com una Botiga amb història.

## Almanaque Bertrand
L'Almanaque Bertrand és una publicació de la llibreria Bertrand que apareix amb una periodicitat anual. Va ser publicat per primera vegada l'any 1899 i de manera continuada fins a l'any 1969. Després d'una pausa de 40 anys va reaparèixer l'any 2011.
L'Almanaque recull informació molt variada: recomanacions de llibres, mapes del món, crítiques literàries, històries, poemes, contes, fases lunars, mots encreuats, receptes de cuina...